# Villa Allende
Villa Allende est une ville de la province de Córdoba, en Argentine, dans le département de Colón. Elle comptait 21 683 habitants selon le recensement de 2001.
Elle se trouve dans la zone de transition entre les flancs est de la Sierra Chica avec la plaine de la Pampa. Son économie est liée à celle de la capitale régionale Córdoba, située à 19 km.